# Piliocolobus lulindicus
El colobo rojo del río Ulindi (Piliocolobus lulindicus) es una especie de mono colobo rojo endémica de la República Democrática del Congo. Lleva su nombre del río Ulindi.